# Alain Géronnez
 (août 2020).
Si vous disposez d'ouvrages ou d'articles de référence ou si vous connaissez des sites web de qualité traitant du thème abordé ici, merci de compléter l'article en donnant les références utiles à sa vérifiabilité et en les liant à la section « Notes et références ».
 (août 2020).
 (août 2020).
Alain Géronnez (Bruxelles, 16 septembre 1951 - Bruxelles, 19 novembre 2015) est un artiste multimédia belge.

## Biographie
Alain Géronnez est éduqué à l’École supérieure des arts Saint-Luc à Bruxelles. De 1972 à 1986, il travaille dans le collectif Groupe 50/04 (dénomination renvoyant à la longitude et la latitude de Bruxelles), puis sous son propre nom à partir de 1988. Parallèlement, il enseigne l’installation et la performance à l’École de recherche graphique, situé à Ixelles (Bruxelles).
Alain Géronnez est mort à Bruxelles en 2015 à l’âge de 64 ans.

## Œuvres
Très tôt marqué par l’art conceptuel, Géronnez subit les influences de Jacques Charlier, Marthe Wéry et Thierry de Duve. Il pratique dans nombre de ses œuvres le calembour et la contrepèterie. Il est photographe, auteur d'installations et de performances[réf. nécessaire].
La publication Expositions / Exhibitions 1980-1996 fait le bilan de dix-neuf ans de carrière de jeune artiste. À mi-chemin entre le catalogue et le livre d’artiste, il témoigne d’une attitude artistique où la critique sociale va de pair avec l’autoréférentialité.
Leçon sur le son, projet multimédia interactif, est une somme d’aphorismes, de poèmes et de courts commentaires sur le thème du son, du bruit et de la musique. Les textes sont écrits en français, partiellement traduits en dix langues et accompagnés par des montages d’images[réf. nécessaire].

## Expositions personnelles
2012 
- Cent ans après J.C., Rossicontemporary, Bruxelles
- Diptyques, Rossicontemporary Piazzetta, Bruxelles

2011 
- Records By Number, Piazza Project Space, Bruxelles
- Corps en mouvement, Wolubilis, Bruxelles

2010 
- Alain Geronnez & William Sweetlove, Annie Pattyn Gallery, Oostduinkerke
- Slalom, Rossicontemporary, Bruxelles

2008 
- Que je te dépeigne, Le Salon d’art, Bruxelles

2005 
- Pour les Moineaux Für die Spatzen Strictly for the Birds, & Héritage de l’Ermitage, CIVA, Bruxelles
- Alain Géronnez - Pierre Toby, Flemish Library, Ixelles
- Leçon sur le son, La Lettre Volée, Bruxelles
- Performance, Passaporta, Bruxelles
- Performance, Chapelle de Monty, Herve

2004 
- Mise en Senne, Comptoir du Nylon, Bruxelles

2001 
- Jacqueline Mesmaeker - Alain Géronnez. Sway - Snow, Het Kleine Kunstcentrum van het Zoniënwoud, Groenendael

2000 
- Monuments erronés, Galerie Guy Ledune, Bruxelles

1999 
- Französisches Malerei German Painting Peinture Anglaise, Galerie Guy Ledune, Bruxelles
- Intervalles, Chapelle de Monty, Charneux-Herve
- Juan d'Oultremont - Alain Géronnez. Singe ou perroquet, Centre d’Art Nicolas de Staël, Braine l’Alleud

1998 
- Sylvie Eyberg - Alain Géronnez. Mise en doute no 1, 1200 Brux–Galerie Vincenz Sala, Bruxelles

1995 
- Sylvie Eyberg – Alain Géronnez, Belgisches Haus, Koln
- La vitrine de Stassart, Galerie Étienne Tilman, Bruxelles

1994 
- Bruxxell’ Puzzle, Antichambres du Palais des Beaux-Arts, Bruxelles
- Photodiscs, Neueraachenerkunstverein, Aachen

1993 
- Éditions, Galerie Étienne Tilman, Bruxelles

1991 
- Alain Géronnez - Martine Cloots, Centre d’art contemporain, Bruxelles

1990 
- Paris Bastille... La Modernité en jeu, Galerie Claire Burrus, Paris

1988 
- La modernité (performance), Hôtel Wolfers, Bruxelles

## Expositions de groupe
2014 
- Panorama, Rossicontemporary, Bruxelles
- Le temps retrouvé, Librairie Chapitre XXII, Bruxelles

2012 
- Valises, Galerie Détour, Jambes

2011 
- Vis à Vis, Rossicontemporary, Bruxelles

2010 
- Coups de cœurs et audioguides, Rossicontemporary, Bruxelles

2006 
- Honorons Honoré, De Garage, Mechelen/Malines
- Amusez Lambeaux, Maison du Peuple, St-Gilles

2004 
- Paysages Photographiques, Galerie Guy Ledune, Bruxelles
- Midi/Zuid, environs de la Gare du Midi, Bruxelles
- Surroundings of Midi Station, Bruxelles;
- Citysonics, Mons; Vollevox no 2 et no 4, Petit Théâtre Merœlis, Bruxelles

2001
- Speelhoven' 01, Aarschot
- Ici et Maintenant/ Hier en Nu (Belgian System), Tours et Taxis, Bruxelles

2000 
- 2e Biennale, Louvain la Neuve
- Fictions/Fiktionen, Kunstraum B2, Leipzig
- World Wild Flags, Liège
- Mouvements d'artistes en Belgique, Nicc/Muhka, Anvers/Antwerpen
- Continent, Escace Vandenborgh, Bruxelles
- Continent, Lasipalatsi New Media Centre, Helsinki
- Nicc Container, Place Fontainas, Bruxelles
- Voici, Bozar, Bruxelles

## Réalisations sonores
- 2011-2012 : Les villes-sœurs, radiopoème[5]
- 2007 : Et le vent la voix, radiopoème[6]
- 2002 : L'idée d'honorer le Nord, radiopoème[7]

## Publications
- (fr + de + en + da + es + it + fi + pt + ru + nl + ro) Alain Géronnez, Leçon sur le son/Sounding off about Sound, Bruxelles, La lettre volée/iMAL, 2005, 288 p. (ISBN 2-87317-260-6, lire en ligne)Le livre comporte des courts textes et des aphorismes à propos du son, du bruit et de la musique, traduits en une multiplicité de langues et de voix, accompagnés par des montages d’images sur le même thème. Ce travail de montage visuel et graphique et de polyphonie sonore trouve une formulation interactive dans un CD-Rom.
- (nl) Alain Géronnez et Jules Verne (trad. Pascal Cornet), Dr. Oxymoron/Dokter OX, Brugge, Wijk up! Sint Jozef, 1872/2002, 144 p.Le livre comporte un facsimilé de l’édition Elsevier de 1908, traduction du texte original de Jules Verne de 1872, intitulée Une fantaisie du docteur Ox. Il contient en outre des souvenirs de Bruges, des remarques sur le texte de Verne et une adaptation fictionnelle de l'histoire.
- Alain Géronnez, Apollon Musaraigne, Charneux-Herve, Al Mizwète, 1999
- Alain Géronnez, Thierry de Duve et Renaud Huberlant (trad. Anne Buckingham), Expositions/Exhibitions : 1980-1996, Bruxelles, keepsake éditions, 1997, 144 p.